# Hao Ran
Hao Ran, pseudonimo di Liang Jinguang (梁金广) (caratteri cinesi: 浩然; Hebei, 25 marzo 1932 – 20 febbraio 2008), è stato uno scrittore cinese, l'unico ad aver avuto la possibilità di pubblicare romanzi durante la Grande Rivoluzione Culturale.
La sua opera principale, Sunny Days, fu apprezzata da Jiang Qing, ultima moglie di Mao Zedong e figura di spicco del PCC. Nel 1977, Hao si unì al Comitato Rivoluzionario di Pechino, e nel 2000 è stata pubblicata la sua autobiografia.